# Arrhenatherum longifolium
Espèce
Classification phylogénétique
Arrhenatherum longifolium (ou Pseudarrhenatherum longifolium selon les classifications), l'avoine de Thore, est une espèce de plantes annuelles de la famille des Poaceae (graminées), sous-famille des Pooideae, originaire de l'Ancien Monde.
Son nom vernaculaire, « avoine de Thore » est un hommage au botaniste Jean Thore qui fut le premier à la décrire en la classant dans les avoines. Cependant, l'espèce n'appartient plus au genre des avoines (Avena), mais en est très proche, les deux genres Avena et Arrhenatum appartenant à la sous-tribu des Aveninae.
Noms vernaculaires
Avoine de Thore, Avoine à feuilles longues, Faux-fromental à feuilles longues.

## Taxinomie
L'Avoine de Thore a été décrite sous le nom d'Arrhenatherum longifolium par le botaniste français Joseph Dulac et publiée dans sa Flore du Département des Hautes-Pyrénées (1867, p. 78).
L'espèce avait été décrite à l'origine par Jean Thore, qui en avait fait la première description et l'avait classée dans le genre Avena sous le nom d'Avena longifolia et publiée en août 1810 dans Promenade sur les côtes du Golfe de Gascogne, ou Aperçu topographique, physique et médical des côtes occidentales de ce même golfe (p. 92).

### Synonymes
Selon Catalogue of Life (15 octobre 2016) :
- Arrhenatherum thorei Desm., nom. superfl.
- Arrhenatherum thorei var. versicolor Magnier
- Avena longifolia Thore (basionyme[7])
- Avena montana Brot., nom. illeg.
- Avena thorei DC. & Duby, nom. superfl.
- Avenastrum longifolium (Thore) Samp.
- Helictotrichon thorei Röser, nom. superfl.
- Pseudarrhenatherum longifolium (Thore) Rouy
- Thorea longifolia (Thore) Rouy
- Thorea longifolia var. versicolor (Magnier) Rouy
- Thoreochloa longifolia (Thore) Holub

## Distribution et habitat
L'aire de répartition de Pseudarrhenatherum longifolium comprend le Sud-ouest de l'Europe (France, Espagne, Portugal) et l'ouest de l'Afrique du Nord (Maroc).
En France, l'avoine de Thore se localise principalement dans les bois et les landes sablonneuses maigres et acides de la côte Atlantique. On la trouve sur des pelouses plus ou moins ouvertes, nettement stratifiées :
- herbes de taille supérieure : Agrostide de Curtis (Agrostis curtisii), Fougère aigle (Pteridium aquilinum)
- strate inférieure : Scille de printemps (Scilla verna), Laîche à pilules (Carex pilulifera), chaméphytes.

Les pelouses à Avoine de Thore s’inscrivent dans des séries régressives induites par des pratiques traditionnelles telles que le
« soutrage » (fauchage pour la litière), le feu... La fertilisation et l’exploitation de la pelouse à Laîche à pilules
et Avoine de Thore la transforment en prairies mésotrophiques thermo-atlantiques à Lin bisannuel (Linum bienne), Œnanthe faux boucage (Oenanthe pimpinelloides) et Gaudinie fragile (Gaudinia fragilis) (Brachypodio pinnati, Centaureion nemoralis).

## Description
C’est une graminée cespiteuse hivernale dont la période végétative va de novembre à juin.
Mesurant de 50 à 150 cm de hauteur, elle peut être considérée comme une espèce proche de l’Avoine d’hiver (Avena sativa L.) étudiée par Haun (1973).
Les feuilles d'un vert glauque sont brièvement velues, enroulées par la sécheresse, longues, raides et dressées ; elles ont une ligule courte et ciliée.
Elle montre ses fleurs d'un vert-blanchâtre, parfois violacées, depuis le mois de mai jusqu'en juillet. 
Panicule longue de 8-20 cm, dressée, contractée, d'un vert blanchâtre ou violacé.
Les épillets d'environ 5 millimètres et demi de longueur, sont disposés sur des rameaux inégaux, un peu rudes, dressés et attachés par groupes espacés le long de l'axe principal de l'inflorescence qui est étroite et allongée. Il y a dans chaque épillet 2 fleurs stamino-pistillées (l'inférieure pédicellée et aristée, la supérieure subsessile et mutique) entourées de poils très courts à la base.
Les glumelles inférieures se montrent plus ou moins poilues, à 2 dents au sommet, celle de la fleur supérieure dépourvue d'arête, tandis que celle de la fleur inférieure porte sur le dos bien au-dessus du milieu une assez longue arête tordue sur elle-même et coudée.
Les glumes sont inégales à 1 ou 3 nervures et la glume inférieure est plus courte que la glume supérieure, qui est elle-même de la longueur des glumelles.
C'est une espèce vivace formant des touffes, à tiges dressées, velues aux nœuds, à tige souterraine courte produisant des bourgeons qui perpétuent la plante.

## Utilisation
Fourrage de qualité moyenne.